# Eclipse 400
Die Eclipse 400, ursprünglich Eclipse Concept Jet (ECJ) genannt, ist ein Very Light Jet des ehemaligen US-amerikanischen Herstellers Eclipse Aviation.

## Entwicklung
Das Flugzeug wurde als flugfähiger Prototyp 2007 überraschend auf der Oshkosh Airshow vorgestellt. Seit Mai 2008 konnte der Typ als Eclipse 400 für 1,35 Millionen US-Dollar bestellt werden. Die ersten Auslieferungen waren für das vierte Quartal 2011 geplant.
Im November 2008 musste der Hersteller Eclipse Aviation jedoch Gläubigerschutz nach Chapter 11 des US-amerikanischen Insolvenzrechts anmelden. Im März 2009 wurde hieraus ein Liquidationsverfahren, an dessen Ende die Auflösung des Herstellers stand.
Das Flugzeug gilt als Konkurrent der einstrahligen Modelle Cirrus Jet, PiperJet, Epic Victory und Diamond D-Jet. Die Eclipse 400 besitzt ein Pratt & Whitney Canada PW615F-Strahltriebwerk und ein V-förmiges Leitwerk. Sie bietet Platz für vier Personen.

## Technische Daten
| Kenngröße            | Daten                                                  |
| -------------------- | ------------------------------------------------------ |
| Besatzung            | 1–2                                                    |
| Passagiere           | 2–3                                                    |
| Länge                | 8,84 m (29 ft)                                         |
| Spannweite           | 10,98 m (36 ft)                                        |
| Höhe                 | 2,69 m (8,8 ft)                                        |
| Reisegeschwindigkeit |                                                        |
| Langstrecke          | 536 km/h (290 kts)                                     |
| maximal              | 611 km/h (330 kts)                                     |
| Dienstgipfelhöhe     | 12.496 m (41.000 ft)                                   |
| Reichweite           | 2.316 km (1.250 nm) (zzgl. 45 Min. Reserve)            |
| Triebwerke           | ein Mantelstromtriebwerk Pratt & Whitney Canada PW615F |